# Nill De Pauw
Nill De Pauw (Kinshasa, 6 januari 1990) is een Belgisch voormalig profvoetballer van Congolese afkomst.

## Carrière

### Jeugd
Nill De Pauw is de zoon van een Belgische vader en een Congolese moeder. Hij werd geboren in Kinshasa, maar vluchtte in zijn eerste levensjaar met zijn gezin naar België omwille van het oorlogsklimaat in Congo. De jonge De Pauw sloot zich op 6-jarige leeftijd aan bij FC Oppuurs, dat hij na enkele jaren inruilde voor KSC Lokeren. In zijn jeugd kwam hij ook regelmatig uit voor de Belgische jeugdelftallen, waarin hij net als generatiegenoot Eden Hazard beschouwd werd als een groot talent. Als jeugdspeler van Lokeren kon hij rekenen op de interesse van RSC Anderlecht, Club Brugge, AA Gent en Standard Luik.

### KSC Lokeren
In het seizoen 2008/09 maakte de 19-jarige aanvaller zijn officieel debuut voor Lokeren. Het was toenmalig trainer Georges Leekens die hem zijn eerste speelkans gunde. Op 21 maart 2009 mocht hij net voor het eindsignaal invallen tegen RAEC Mons. Lokeren won het duel met 0-2 en sloot het seizoen uiteindelijk af als zevende.
Een seizoen later mocht De Pauw regelmatig starten, maar een titularis was hij nog niet. Pas vanaf 2010, onder trainer Peter Maes, groeide hij uit tot een vaste waarde. In 2012 en 2014 veroverde hij met Lokeren de beker.

### Buitenland
Sinds 2019 speelde hij voor het Turkse Caykur Rizespor. In januari 2020 werd zijn contract ontbonden en vervolgde hij zijn loopbaan in Griekenland bij Atromitos FC.

### Antwerp
Na één jaar in het buitenland te hebben gespeeld keerde De Pauw in de zomer van 2020 terug naar de Belgische competitie om er voor Royal Antwerp FC te gaan spelen. Hij een tekende een contract voor twee seizoenen. Na afloop van dat contract beëingde hij zijn carrière als speler.

## Statistieken
| Seizoen | Club             | Land                 | Competitie         | Competitie | Competitie | Beker | Beker | Supercup | Supercup | Europees | Europees | Totaal | Totaal |
| Seizoen | Club             | Land                 | Competitie         | Wed.       | Dlp.       | Wed.  | Dlp.  | Wed.     | Dlp.     | Wed.     | Dlp.     | Wed.   | Dlp.   |
| ------- | ---------------- | -------------------- | ------------------ | ---------- | ---------- | ----- | ----- | -------- | -------- | -------- | -------- | ------ | ------ |
| 2008/09 | KSC Lokeren      | Vlag van België      | Jupiler Pro League | 5          | 0          | 0     | 0     | —        | —        | —        | —        | 5      | 0      |
| 2009/10 | KSC Lokeren      | Vlag van België      | Jupiler Pro League | 11         | 0          | 1     | 0     | —        | —        | —        | —        | 12     | 0      |
| 2010/11 | KSC Lokeren      | Vlag van België      | Jupiler Pro League | 35         | 5          | 2     | 1     | —        | —        | —        | —        | 37     | 6      |
| 2011/12 | KSC Lokeren      | Vlag van België      | Jupiler Pro League | 33         | 4          | 7     | 3     | —        | —        | —        | —        | 40     | 7      |
| 2012/13 | KSC Lokeren      | Vlag van België      | Jupiler Pro League | 28         | 6          | 1     | 0     | 1        | 0        | 2        | 0        | 32     | 6      |
| 2013/14 | KSC Lokeren      | Vlag van België      | Jupiler Pro League | 40         | 7          | 6     | 1     | —        | —        | —        | —        | 46     | 8      |
| 2014/15 | KSC Lokeren      | Vlag van België      | Jupiler Pro League | 35         | 7          | 3     | 0     | 1        | 0        | 8        | 1        | 47     | 8      |
| 2015/16 | EA Guingamp      | Vlag van Frankrijk   | Ligue 1            | 13         | 0          | 2     | 0     | —        | —        | —        | —        | 15     | 0      |
| 2016/17 | EA Guingamp      | Vlag van Frankrijk   | Ligue 1            | 28         | 4          | 7     | 2     | —        | —        | —        | —        | 35     | 7      |
| 2017/18 | SV Zulte Waregem | Vlag van België      | Jupiler Pro League | 35         | 7          | 2     | 1     | 1        | 0        | 6        | 1        | 44     | 9      |
| 2018/19 | SV Zulte Waregem | Vlag van België      | Jupiler Pro League | 36         | 4          | 2     | 1     | —        | —        | —        | —        | 38     | 5      |
| 2019/20 | Caykur Rizespor  | Vlag van Turkije     | Süper Lig          | 7          | 0          | 1     | 0     | —        | —        | —        | —        | 8      | 0      |
| 2019/20 | Atromitos FC     | Vlag van Griekenland | Super League       | 9          | 0          | 0     | 0     | —        | —        | —        | —        | 9      | 0      |
| 2020/21 | Antwerp FC       | Vlag van België      | Eerste klasse A    | 24         | 1          | 1     | 0     | —        | —        | 0        | 0        | 21     | 1      |
| 2021/22 | Antwerp FC       | Vlag van België      | Eerste klasse A    | 1          | 0          | 0     | 0     | —        | —        | 0        | 0        | 1      | 0      |
| TOTAAL  | TOTAAL           | TOTAAL               | TOTAAL             | 321        | 44         | 34    | 9     | 3        | 0        | 16       | 2        | 374    | 55     |